# Ulodes hispidus
Ulodes hispidus is een keversoort uit de familie Ulodidae. De wetenschappelijke naam van de soort is voor het eerst geldig gepubliceerd in 1869 door Pascoe.